# Заккья Рондинини, Джузеппе Антонио
Джузеппе Антонио Заккья Рондинини (итал. Giuseppe Antonio Zacchia Rondinini; 22 февраля 1787, Рим, Папская область — 26 ноября 1845, там же) — итальянский куриальный кардинал. Вице-камерленго Святой Римской Церкви с 25 января 1842 до 21 апреля 1845. Кардинал in pectore с 22 июля 1844 по 21 апреля 1845. Кардинал-дьякон с 21 апреля 1845, с титулярной диаконией Сан-Никола-ин-Карчере с 24 апреля 1845.